# Platygaster hanssoniana
Platygaster hanssoniana är en stekelart som beskrevs av Peter Neerup Buhl 2003. Platygaster hanssoniana ingår i släktet Platygaster och familjen gallmyggesteklar. Inga underarter finns listade i Catalogue of Life.